# Salvadoreños palestinos
Salvadoreños palestinos (en árabe: فلسطينيو السلفادور‎) son ciudadanos salvadoreños de ascendencia palestina o personas nacidas en Palestina que residen en El Salvador. Hay aproximadamente 100.000 salvadoreños con ascendencia palestina.
La comunidad palestina de El Salvador es la segunda más grande de América Central.
Los primeros palestinos llegaron a finales del siglo XIX, pero continuaron llegando a principios del siglo XX, durante la guerra árabe-israelí de 1948, miles de palestinos llegaron a El Salvador.

## Historia
Los palestinos, en su mayoría de Belén, pero también de Jerusalén, llegaron a El Salvador a principios del siglo XX. Estos inmigrantes buscaban oportunidades económicas, además de escapar del servicio militar obligatorio en el ejército otomano durante los últimos años del Imperio Otomano. La mayoría de los palestinos que vinieron eran cristianos. Inicialmente, estos migrantes llegaron al país con la intención de regresar a sus países de origen, pero algunos decidieron quedarse y formar sus familias en El Salvador. Debido a sus pasaportes otomanos, los habitantes del Medio Oriente en América Central fueron etiquetados como "turcos" y excluidos de la sociedad civil, las organizaciones públicas y los puestos gubernamentales. En las décadas de 1930 y 1940, las leyes les prohibían emigrar al país, ya que la élite los despreciaba.

### Discriminación
La discriminación y la xenofobia eran profundas; Los legados de las políticas coloniales racialmente obsesionadas de España en América Latina dividieron a los sujetos en más de una docena de clasificaciones étnicas diferentes. A medida que los palestinos lograron el éxito económico, la élite local los vio como rivales económicos y los aisló social y políticamente. En El Salvador, Maximiliano Hernández Martínez promulgó leyes que prohíben a los palestinos, entre otras etnias y nacionalidades, emigrar y/o iniciar un negocio en el país. Si bien la discriminación contra los palestinos disminuyó considerablemente, en fecha tan reciente como el año 2000, un comentarista político conservador salvadoreño, Rafael Colindres, escribió un ensayo en el que sugería: "Quizás un pogromo sería la solución al problema de los turcos".

### Guerra civil salvadoreña
La Guerra Civil Salvadoreña afectó a la comunidad palestina tanto como a cualquier otra comunidad del país. Mientras que las familias más ricas de ascendencia palestina apoyaron al gobierno y al ejército salvadoreño proempresarial, proestadounidense y proisraelí, hay salvadoreños de ascendencia palestina que apoyan a las guerrillas comunistas del FMLN. Schafik Handal, salvadoreño de ascendencia palestina, es un buen ejemplo de ello ya que fue uno de los cinco comandantes del FMLN.
Después de que terminó la Guerra Civil, la mayoría de la antigua élite salvadoreña perdió su poder e influencia en los avances económicos y políticos de la posguerra en El Salvador. Después de ser rechazados del proceso político del país, los palestinos encontraron una nueva vida en el país y comenzaron a aprovechar la dirección neoliberal del país defendida por el partido ARENA durante la década de 1990. Todo esto culminó en las elecciones presidenciales salvadoreñas de 2004, donde ambos candidatos, Antonio Saca y Schafik Handal, fueron los dos primeros salvadoreños de ascendencia palestina en postularse para presidente y garantizarían que el cargo lo ocuparía un palestino.

### Cultura
Los palestinos de El Salvador muestran una amalgama de estilos de vida locales e importados.
La cultura palestina ha comenzado a emerger de los círculos privados al dominio público, más visiblemente en la creación de la Plaza Palestina, que conmemora las raíces de Belén de la mayoría de los árabes de El Salvador, en San Salvador.
La caridad pública de los habitantes de Oriente Medio en el país ha contribuido a este efecto. Los familia afluente Simán patrocinan un programa gratuito de rehabilitación de drogas en El Salvador y un fondo de becas para palestinos en la Universidad Católica de Belén.